# Алехандро Родрігес де Валькарсель
Алехандро Родрігес де Валькарсель-і-Небреда, 1-й граф Родрігес де Валькарсель (ісп. Alejandro Rodríguez de Valcárcel y Nebreda; 25 грудня 1917 – 22 листопада 1976) — франкістський іспанський політик, який займав найважливіші пости при Франко.
З 27 листопада 1969 року по 5 грудня 1975 року він обіймав посаду голови Конгресу депутатів.
Як президент Регентської ради він короткочасно виконував обов'язки голови держави, з моменту смерті Франко 20 листопада по 22 листопада 1975 року, коли принц Хуан Карлос дав присягу і був проголошений королем Іспанії.
Він помер 22 жовтня 1976 р. у шпиталі Ciudad Sanitaria La Paz в Мадриді. Його труп був похований на кладовищі Сан-Хосе в Бургосі. 5 січня 1977 року йому було посмертно присвоєно дворянське звання графа Родрігеса де Валькарселя.